# Rokomet na Poletnih olimpijskih igrah 1976
Rokomet na Poletnih olimpijskih igrah 1976. Tekmovanja so potekala za moške in ženske reprezentance.

## Dobitniki medalj
| Kategorija | Zlato | Srebro | Bron |
| Moški      | Sovjetska zveza Aleksander Anpilogov Jevgenij Černišov Anatolij Fedjukin Valerij Gassij Vasilij Iljin Mihajlo Iščenko Jurij Kidjajev Jurij Klimov Vladimir Kravcov Sergej Kušnirjuk Jurij Lahutin Vladimir Maksimov Oleksandr Rezanov Mikola Tomin | Romunija Ştefan Birtalan Adrian Cosma Cezar Drăgăniță Alexandru Fölker Cristian Gaţu Mircea Grabovschi Roland Gunesch Gabriel Kicsid Ghiţă Licu Nicolae Munteanu Cornel Penu Werner Stöckl Constantin Tudosie Radu Voina             | Poljska Zdzisław Antczak Janusz Brzozowski Piotr Cieśla Jan Gmyrek Alfred Kałuziński Jerzy Klempel Zygfryd Kuchta Jerzy Melcer Ryszard Przybysz Henryk Rozmiarek Andrzej Sokołowski Andrzej Szymczak Mieczysław Wojczak Włodzimierz Zieliński |
| Ženske     | Sovjetska zveza Ljubov Berežna Ljudmila Bobrus Aldona Česaitytė Tetjana Hluščenko Larisa Karlova Marija Litošenko Nina Lobova Tetjana Makarec Ljudmila Pančuk Rafiga Šabanova Natalija Šerstjuk Ljudmila Šubina Zinajda Turčina Halina Zaharova    | Vzhodna Nemčija Gabriele Badorek Hannelore Burosch Roswitha Krause Waltraud Kretzschmar Evelyn Matz Liane Michaelis Eva Paskuy Kristina Richter Christina Rost Silvia Siefert Marion Tietz Petra Uhlig Christina Voß Hannelore Zober | Madžarska Éva Angyal Mária Berzsenyi Ágota Bujdosó Klára Csíkné Zsuzsanna Kéziné Katalin Lakiné Rozália Lelkesné Márta Megyeriné Ilona Nagy Marianna Nagy Erzsébet Németh Amália Sterbinszky Borbála Tóth Harsányi Mária Vadászné             |

## Medalje po državah
| Poz    | Država          | Zlato | Srebro | Bron | Skupaj |
| 1      | Sovjetska zveza | 2     | 0      | 0    | 2      |
| 2      | Romunija        | 0     | 1      | 0    | 1      |
| 2      | Vzhodna Nemčija | 0     | 1      | 0    | 1      |
| 4      | Poljska         | 0     | 0      | 1    | 1      |
| 4      | Madžarska       | 0     | 0      | 1    | 1      |
| Skupaj | Skupaj          | 2     | 2      | 2    | 6      |